# 비더슈탄트

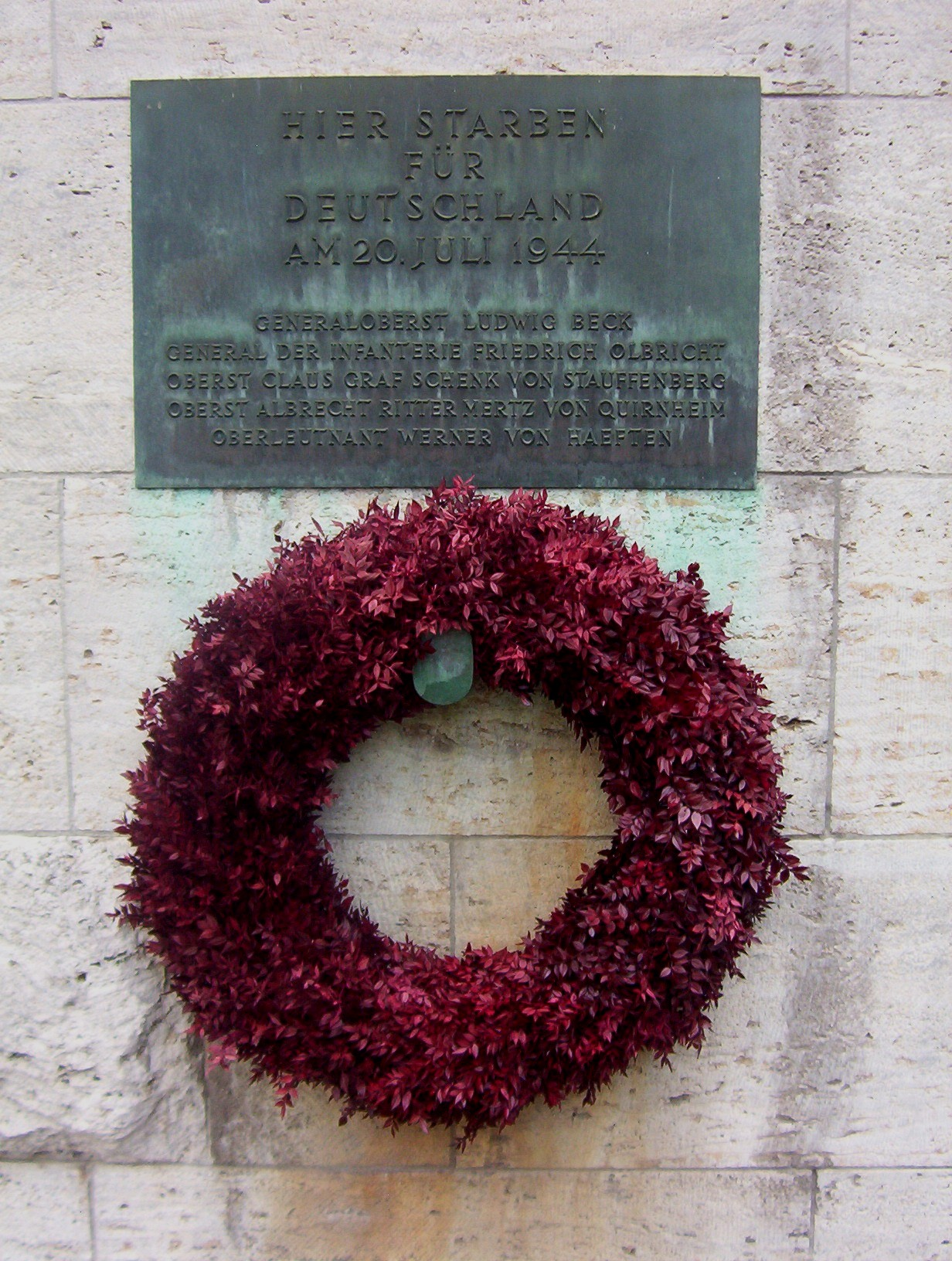
베를린의 저항운동 기념물

비더슈탄트(독일어: Widerstand)란 “저항”이라는 뜻의 독일어로, 여기에서는 1933년 ~ 1945년 나치 독일 정권 당시 독일 내부에서 이루어진 아돌프 히틀러의 제거 및 정권의 전복을 꾀한 여러 개인 또는 집단들의 투쟁을 일컫는다. 저항운동에 가담했다가 특별법정, 군사법정, 인민법정 등을 통해 처형당한 독일 시민의 수는 약 77,000 명이다.

## 소개
독일에 대한 반대 운동과 저항운동(이하 비더슈탄트)은 서로 다른 계급의, 독일 사회를 대표하지만 거의 협력할 수 없을 정도로 상이한 정치적, 이념적 가닥들로 구성되어 있었다. 몇몇 민간 단체들이 발전해갔지만, 그럼에도 오직 육군만이 독일 정부를 전복시킬 수 있는 유일한 조직이었고, 그 안에서도 몇몇 장교들이 특히 나치 정권에 심각한 위협을 가했다. 외무부와 방첩국(Abwehr) 역시 중요한 지원을 했다. 그러나 궁극적으로 아돌프 히틀러 전복을 모색하기로 선택한 군부의 많은 사람들조차 처음엔-비록 모든 부분은 아닐지라도- 정권을 지지하는 면을 지니고 있었다. 1938년 히틀러의 군대 숙청은 독일 나치화에서의 호전성 증대와 유대인, 동성애자, 노동조합 지도자에 대한 박해의 급격한 강화, 그리고 공격적인 외교 정책을 동반하며 독일을 전쟁 직전까지 몰고 갔다. 이때 비더슈탄트의 출현이 이루어졌다.

## 독일의 비더슈탄트 구조
독일에서는 1934년까지 아돌프 히틀러의 권력 박탈을 가능케 하는 모든 헌법적인 수단이 사라졌다. 따라서 이탈리아의 무솔리니와 달리 히틀러의 법적 추방은 불가능했다. 국가사회주의 독일 노동자당이(이하 나치;Nationalsozialistische Deutsche Arbeiterpartei) 집권한 직후에는 공산주의, 사회민주주의, 그리고 다른 좌파 단체들의 활동이 활발했으나 몇 년 이내에 게슈타포와 SS에 의해 심각하게 약화되었다. 이후 몇 년 동안은 종교적, 윤리적인 동기로 활동하는 단체와 개인이 활발히 활동했다. 이듬해 7월 20일 경에 이르러야 제3제국의 기능적 엘리트들이 모집되어 쿠데타와 같은 포괄적인 저항 활동을 할 수 있었다.

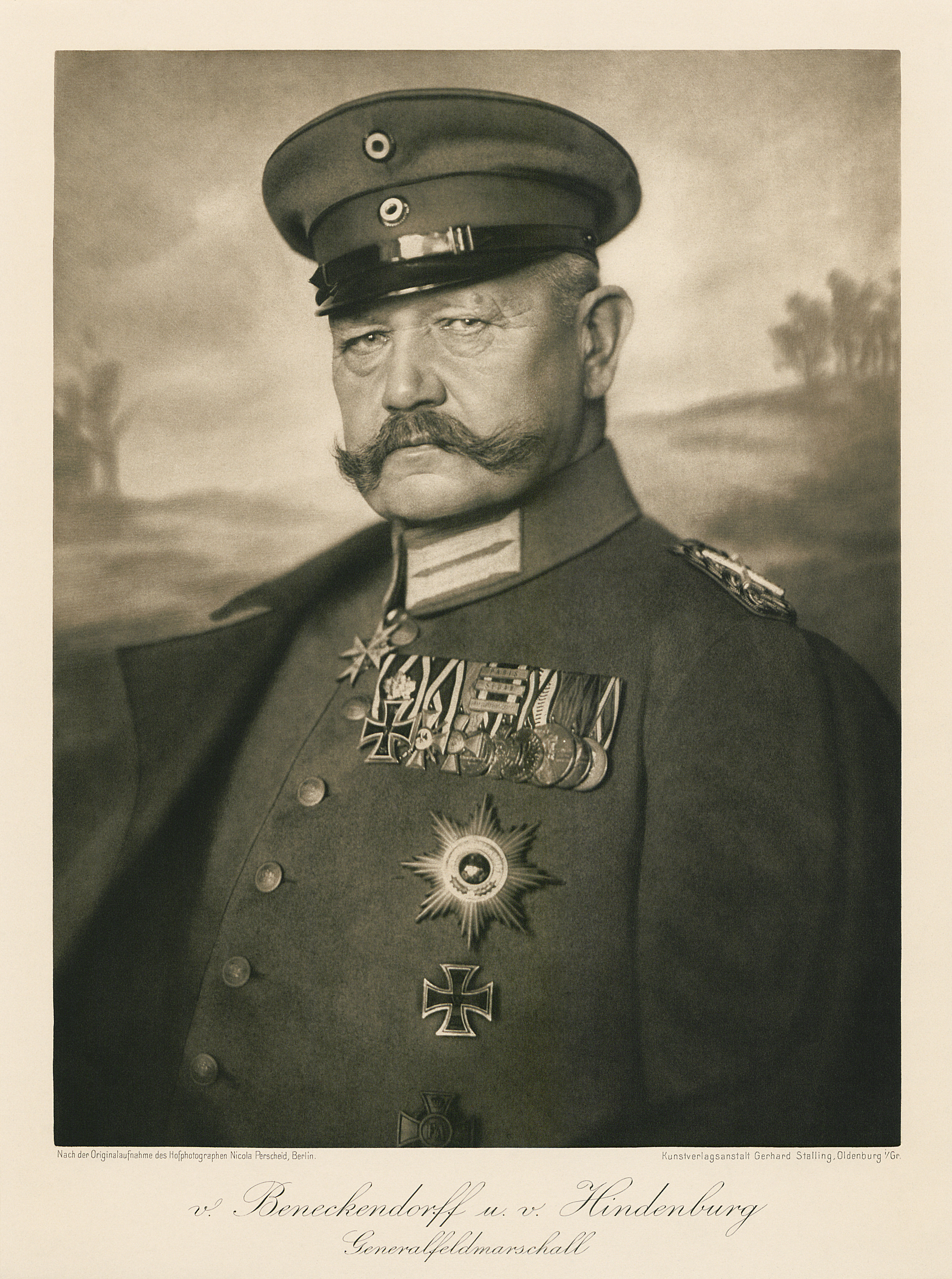
파울 폰 힌덴부르크

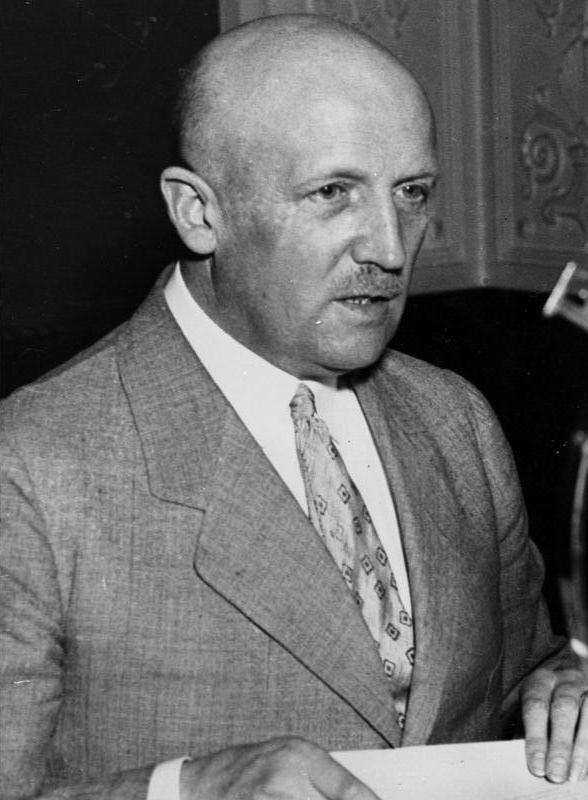
쿠르트 폰 슐라이허

독일 국방군(Wehrmacht)의 지도부 일부와 보수적이고 민족주의적인 견해를 가진 일부 정치인(파울 폰 힌덴부르크, 쿠르트 폰 슐라이허) 등은 처음부터 국가 사회주의에 대하여 다소 비판적이었다. 블롬베르크-프리치 위기로 독일 국방군에 대한 지도부의 권한이 박탈된 후, 루트비히 베크 장군은 히틀러의 전쟁 계획에 반대하는 장군들의 합동 행동을 조직하려고 노력했다. 그러나 여전히 전쟁의 승리가 가능하다 여겨지는 한 노동 운동에 대한 박해와 같은 사안은 일반적으로 지지하는 등 나치 독일과 노선이 같은 부분이 있었다.
비더슈탄트를 구성하는 모든 집단은 자신들이 인구의 극소수를 대표할 뿐이라는 사실을 인지하고 있었다. 그들에게는 사회 체제를 근본적으로 바꿀 기회가 주어지지 않았다. 이러한 비더슈탄트의 구조와 발전은 독일 전역에서 유사하게 존재했다. 그들은 연합군으로부터 큰 지원을 받지 못하였으며, 오히려 연합군의 무조건 항복을 요구하는 통에 독일 지도부와의 결속이 이루어지기도 했다. 결과적으로는 비더슈탄트가 집권하여 평화를 유지할 기회를 놓쳤다.

## 전쟁 이전 저항

### 1933-1939
1933년 1월 30일 총리로 임명된 때부터 1938년 10월 초 체코슬로바키아 위기까지 히틀러 정권에 대한 조직적인 저항은 거의 없었다. 언론과 라디오는 국가의 통제를 받았고 시민 사회의 요소 대부분은 무력화되었다. 1933년 7월 독일과 교황청 사이의 협정은 가톨릭 교회의 조직적 저항 가능성을 종식했다.

## 무질서한 저항

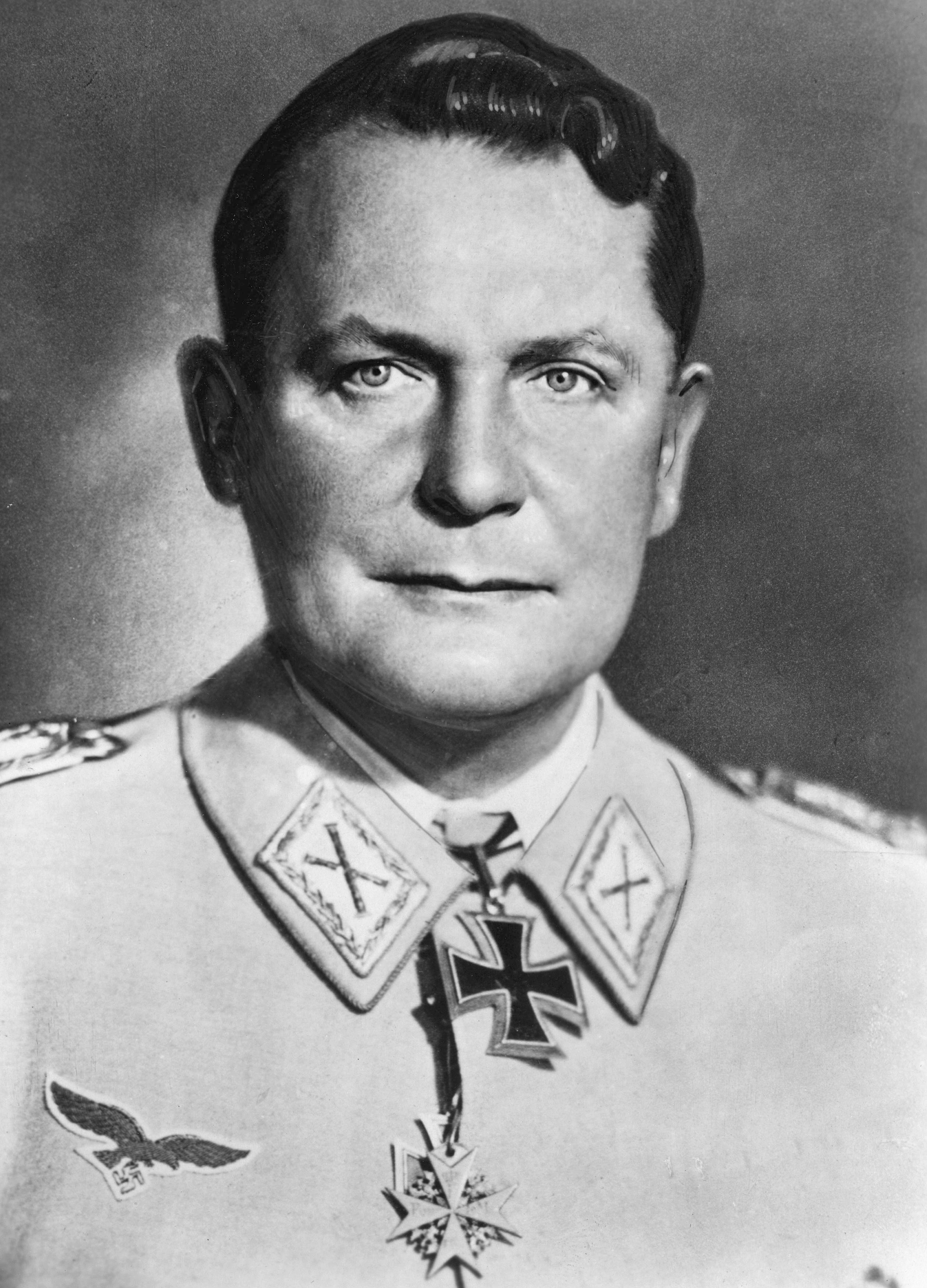
헤르만 괴링

많은 독일인들이 전쟁이 끝날 때까지 정권을 지지했다는 것은 논란의 여지가 없지만, 독일 사회의 이면에는 항상 의식적으로 정치적인 것은 아니더라도 저항의 흐름도 있었다. 나치 시대 독일 사회의 연구를 개척한 독일의 역사학자 데틀레프 포이케르트(Detlev Peukert)는 이 현상을 "일상의 저항"이라고 불렀다. 그의 연구는 게슈타포와 독일 사회 민주당의 사기와 여론에 대한 정기적인 보고서와 망명한 독일 사회 민주당이 독일의 지하 네트워크로부터 얻은 정보를 바탕으로 제작한 "독일에 관한 보고서"에 부분적으로 기반을 두었다.
포이케르트와 다른 작가들은 나치 독일의 가장 지속적인 불만의 원천은 경제 상황과 나치 간부들의 부패에 대한 분노였다고 밝혔다. 나치 정권은 종종 '실업 해소'의 달성으로 인정받지만, 이는 주로 징집과 재무장에 의해 이루어졌으며, 나치의 집권 기간 내내 민간 경제는 약세를 유지했다. 가격은 법으로 정해져 있었지만 임금은 낮게 유지되었고, 특히 전쟁이 시작되자 극심한 부족 현상이 나타났다. 1942년 이후 연합군의 독일 도시 공습으로 인한 극심한 고통이 더해졌다. 헤르만 괴링과 같은 나치 관리들의 높은 생활과 고귀함은 점점 더 많은 분노를 불러일으켰다. 그 결과 경제의 실패, 사생활에 대한 정부의 간섭, 수용된 상태인 전통과 관습의 붕괴, 경찰-국가 통제 등으로 인해 전국 각지의 사람들 사이에 깊은 불만이 생겼다.
오토와 엘리스 함펠은 베를린 주변 정권에 대한 저항(수동적이면서도 단호한)을 촉구하는 엽서를 남기며 정권에 항의했다. 그들이 붙잡혀 유죄 판결을 받고 사형에 처해지기까지는 2년이라는 시간이 걸렸다.

## 점령국 및 동맹국의 저항
| 비더슈탄트에 포함 가능한 주변국의 저항 | 비더슈탄트에 포함 가능한 주변국의 저항 | 비더슈탄트에 포함 가능한 주변국의 저항 |
| -------------------------------------- | -------------------------------------- | -------------------------------------- |
| 벨기에                                 | 불가리아                               | 덴마크                                 |
| 그리스                                 | 유고슬라비아                           | 룩셈부르크                             |
| 프랑스                                 | 체코 공화국                            | 폴란드                                 |
| 소비에트 연방                          | 헝가리                                 | 슬로바키아                             |
| 노르웨이                               | 네덜란드                               | 네덜란드                               |

### 프랑스에서의 유명한 사례
1944년 6월 노르망디 상륙 직전 및 도중에 저항 단체나 단독 공격 단체들이 전화 선이나 기타 기반 시설을 파괴했다.

## 같이 보기
- 레시스텐자
- 검은 관현악단